# Millet des Rums

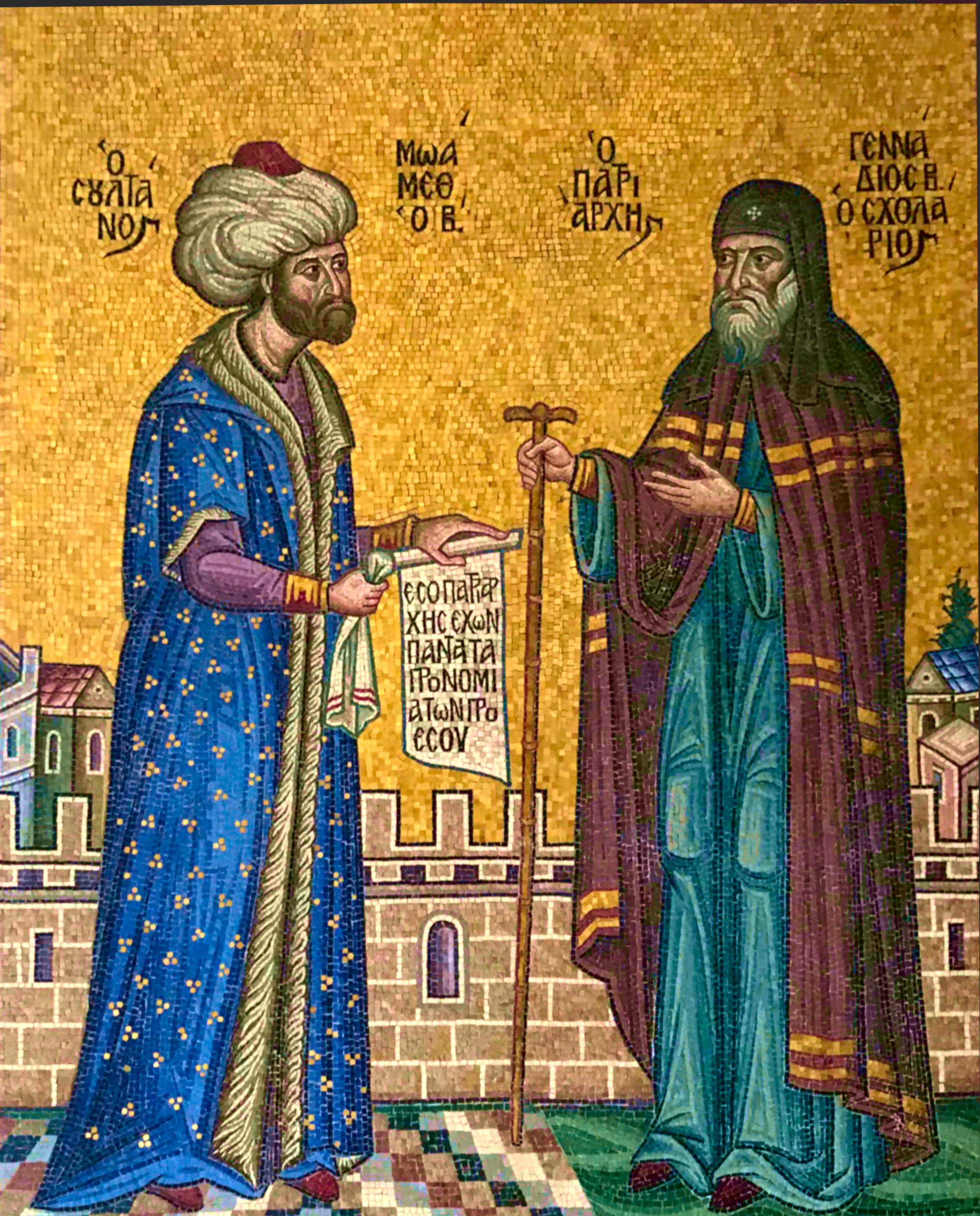
Sultan Mehmed II et le Patriarche Gennadios II. Mehmed II a permis au Patriarcat œcuménique de Constantinople de rester actif après la chute de Constantinople en 1453.

Le millet des Rums (millet-i Rûm ou « nation romaine »), est, parmi les diverses communautés de l'Empire ottoman, le nom de la communauté chrétienne orthodoxe, politiquement et fiscalement subordonnée au système politique ottoman, mais conservant une certaine autonomie interne sous l'obédience du patriarcat œcuménique de Constantinople : son statut est conforme à la charia en tant que dhimmi (« protégé / soumis »).

## Création
Dès avant la chute de Constantinople en 1453, l'Empire ottoman avait déjà conquis de vastes territoires peuplés de chrétiens en Anatolie et en Europe du Sud-Est, soumettant ainsi de nombreux chrétiens orthodoxes hérités de l'Empire romain d'Orient, qui s'auto-désignaient comme Romioi (« Romains ») et que les Ottomans (et à leur suite d'autres musulmans) appelèrent Rūm, transcrit ultérieurement Rums, Roums ou Roumis. Le 'millet des Rums a été institué par le sultan Mehmet II qui réorganisa l'État en se voulant héritier de l'Empire romain d'Orient.

## Caractéristiques
La « nation » (millet) des Rums n'était pas ethnique : c'était une communauté confessionnelle orthodoxe comprenant des Grecs, des Bulgares, des Serbes, des Albanais, des Valaques, des Arméniens, des Géorgiens, des turcophones (Ouroums, Oğouzes…) et divers chrétiens d'Orient pour la plupart arabophones. Cette communauté confessionnelle était, comme ailleurs dans le monde et en Europe, le cadre juridique et coutumier d'organisation sociale et la source d'identité pour ses membres, à une époque où la notion de « nation » au sens linguistique et moderne du terme n'existait pas. Elle était représentée par le Patriarcat œcuménique de Constantinople. Sous la domination ottomane, les ethnonymes ne désignaient que les langues usuelles, comme cela ressort d'un firman du sultan Mehmed IV de 1680 qui distingue dans le Rum orthodoxe des Yunan (Grecs), des Arnavut (Albanais), des Sirf (Serbes), des Bolge (Bulgares et Macédoniens slaves), des Eflak (Valaques), des Ermeni (Arméniens), des Gurci ou Gourdji (Géorgiens) et des Cingene (Roms orthodoxes) ; les Arméniens de l'Église apostolique arménienne n'étaient pas inclus dans le Rum car ils étaient dans un millet séparé.
Les chrétiens se voyaient garantir certaines libertés limitées, mais ils n'étaient pas considérés comme égaux aux musulmans, devant subir une double capitation (le haraç) et donner leurs premiers-nés mâles au corps des janissaires ; leurs pratiques religieuses devaient être discrètes (interdiction de sonner des cloches, des faire des processions, de réaliser de nouvelles fresques et mosaïques extérieures, d'élever des clochers aussi hauts que les minarets…); certains métiers leur étaient fermés (notamment le commerce des gemmes et les métiers des armes), leur propriété foncière était limitée aux lopins vivriers et leur aristocratie ayant été exterminée ou convertie, la plupart d'entre eux fut asservie dans le système des timars. Toutefois, cela vaut dans les provinces impériales mais pas dans les États chrétiens tributaires comme les principautés danubiennes ni dans les îles grecques semi-autonomes comme, par exemple, Hydra,,.
Le patriarche œcuménique de Constantinople était reconnu comme le plus haut chef religieux et politique, ou ethnarque, de tous les sujets orthodoxes du Sultan. Le patriarcat serbe de Peć et l'archevêché bulgare d'Ohrid, qui étaient des Églises orthodoxes orientales autonomes sous la tutelle du patriarche œcuménique, ont été repris par les Phanariotes grecs au cours du XVIIIe siècle. Le traité de Küçük Kaynarca, de 1774, permit à l'Empire russe de se poser en protecteur des sujets orthodoxes du Sultan, augmentant sensiblement la marge de manœuvre du millet des Rums qui finit par établir, pour ses membres, ses propres lois et par collecter et redistribuer ses propres impôts, avec lesquels il créa ses propres écoles, églises, hôpitaux et autres installations. Le patriarcat œcuménique de Constantinople devînt le principal propriétaire foncier de la capitale ottomane, et au XXIe siècle son patrimoine reste considérable, alors qu'il ne compte plus qu'au maximum 9 000 fidèles, contre près de 1,8 million en 1914.
La montée du nationalisme en Europe sous l'influence de la Révolution française s'est étendue à l'Empire ottoman et le millet des Rums n'y a pas échappé : il s'est progressivement fragmenté en nations ethniques identifiées par les langues, et, après l'échec du « projet grec » de Catherine II de Russie, du projet d'émancipation commune de la « Société des Amis » et du « printemps des peuples », chaque communauté linguistique se mit à élaborer sa propre renaissance culturelle et nationale : grecque, roumaine, serbe, bulgare ou arménienne,. Cela a abouti au congrès de Berlin à ce qui fut par la suite appelé « Balkanisation » : le partage des régions à majorité chrétienne de l'Empire en petites nations antagonistes, plutôt que leur confédération en un ensemble politique puissant sur le modèle allemand ou italien.
De leur côté, les Turcs musulmans procédèrent aux réformes ottomanes du Tanzimat et développèrent l'ottomanisme pour limiter les mouvements nationalistes au sein de l'Empire, mais avec la montée du nationalisme le millet des Rums ne jouait plus son rôle et, sur le plan religieux, le patriarche de Constantinople n'avait plus d'« œcuménique » que le titre, car une Église orthodoxe autocéphale s'était constituée Grèce et en Serbie dès 1833, en Roumanie en 1865 et en Bulgarie en 1872 : avant le milieu du XXe siècle, le patriarche de Constantinople finit par les reconnaître (le serbe dès 1879). La Révolution des Jeunes-Turcs de 1908 a commencé à envisager une forme de laïcité qui aurait aboli les millets et rendus égaux en droits tous les sujets du Sultan, mais, en dépit de la restauration du Parlement ottoman (qui avait été suspendu par le Sultan Abdülhamid II en 1878), le processus de réforme des institutions monarchiques échoue et la population chrétienne de l'Empire continue de se fragmenter sous la pression des révoltes locales, et à attendre sa délivrance de l'Empire russe (panslavisme en Europe, révolution arménienne en Anatolie orientale).

## Fin
Pendant les Guerres balkaniques (1912-1923), la Première Guerre mondiale (1914-1918) et la Guerre gréco-turque (1919-1922), l'Empire ottoman perd la majeure partie de ses possessions européennes, et risque d'en perdre aussi en Anatolie : il n'échappe à la colonisation et au partage que grâce aux campagnes militaires de Mustafa Kemal, dès lors surnommé Atatürk (« père des Turcs »). Au cours de ces guerres les chrétiens orthodoxes et les fidèles de l'Église apostolique arménienne font l'objet de persécutions et de déportations :  Assyriens, Arméniens et Grecs d'Anatolie sont même victimes de génocides. Cela a mis fin à la communauté des Rums, d'abord de facto, puis de jure avec la proclamation d'une République laïque de Turquie en 1923. Le traité de Lausanne, en 1923, reconnaît aux Grecs orthodoxes le droit de conserver quelques lieux de cultes et écoles séparées mais la grande majorité des Grecs de Turquie choisit l'émigration vers la Grèce.

## Lectures complémentaires
- Constitution grecque du mil : Γενικοί Κανονισμοί περί της διευθετήσεως των εκκλησιαστικών καί εθνικών πραγμάτων των υπό του Οικονομικού Θρόνου διατελούντων ορθοδόξων χριστιανών υπηκόων Της Αυτού Μεγαλειότητος του Σουλτάνου, Constantinople,‎ 1862.
- La traduction française de la Constitution grecque de Millet se trouve dans le volume 2 de 7, pages 21-34.